# Epityches alba
Epityches alba är en fjärilsart som beskrevs av Jose Francisco Zikán 1941. Epityches alba ingår i släktet Epityches och familjen praktfjärilar. Inga underarter finns listade i Catalogue of Life.